# Аллонж (парик)

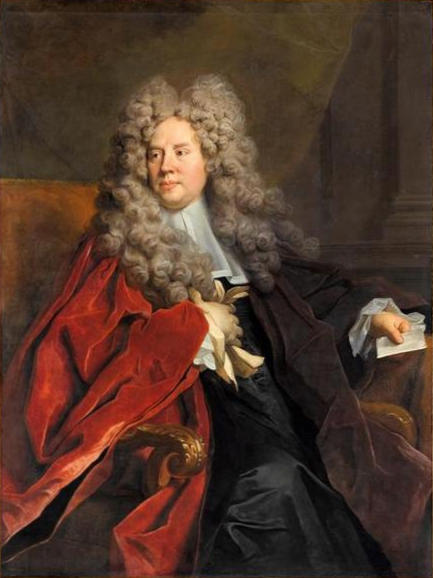
Французский судья в парике аллонж на портрете Никола де Ларжильера (1704)

Алло́нж (фр. allonge от фр. allonger — удлинять) — парик с длинными волнистыми локонами. Был введен при дворе короля Людовика XIV в 60-х гг. XVII в. Считается, что мода на подобные парики возникла в связи с тем, что король очень рано начал лысеть и не желал мириться с этим фактом. Надев пышный парик, Король-Солнце «обрёк» на ношение аллонжей всю Европу. Поскольку «истинно королевский парик» должен был напоминать львиную гриву, поначалу он изготовлялся белокуро-рыжеватым.
При дворе Людовика XIV существовало около 45 видов различных париков, работал большой штат парикмахеров. Влиятельным лицом при дворе был личный парикмахер Людовика XIV — Бируа (он же — Бинетт или Бинне). Самый знаменитый «алонжевый» парик был придуман Бинетом. Парик представлял собой массу локонов, спускавшихся на грудь и спину.
При изготовлении парика бриды (завитые локоны) пришивали к монтюру (основа парика в виде шапочки) .
Первое время эти парики были похожи на «большое облако» из локонов. Со временем самыми популярными стали белоснежные аллонжи. Для придания парикам белоснежности их пудрили мукой, также для париков существовала специальная пудра различных оттенков.
Появление без парика на публике считалось неприличным. Парик был официальным головным убором аристократии. Стоимость париков из натуральных волос была очень высокой, выше всего ценились белокурые парики, изготавливаемые во Фландрии. Лучшие мужские парики для дворян делались из мягких и красивых женских волос. Часто на парики шли волосы казненных людей.
Более дешёвые парики для буржуа, чиновников, клерков и офицеров делались из овечьей или козьей шерсти, собачьих или конских хвостов, растительных волокон.
Парики стали символом эпохи абсолютизма.
В начале XVIII века аллонж несколько видоизменился — он стал короче и компактнее. Укороченный вариант аллонжа назывался «бинет», это небольшой напудренный парик с крупными завитками-буклями, уложенными горизонтальными рядами; сзади парик заканчивался либо косичкой, либо хвостом. Самая популярная причёска того времени «а-ля Катогэн». Волосы зачёсывались назад и завязывались на затылке в хвост чёрной лентой, некоторые прятали этот хвост в футляр из чёрного бархата. 
В настоящее время аллонжи (белые парики из конского волоса) носят судьи и парламентарии в Великобритании и Австралии.
В России парик аллонж получил распространение в рамках петровской европеизации, несмотря на возмущения духовенства. В России было создано собственное производство париков, мастера, работавшие на нем, назывались «тупейными художниками» (от слова «тупей» — чуб над лбом).
Слово парикмахер заимствовано в начале XVIII в. из немецкого языка, где Perückenmacher — сложение Perücke «парик» и Macher «мастер» (от machen «делать»). Парикмахер буквально означает — «изготовитель париков».